# Liste de minéraux (lettre O)
Pour un article plus général, voir Liste de minéraux
- Odinite
- Odintsovite
- Okayamalite
- Okénite Ca3(Si6O15) • 6 H2O
- Olivénite Cu2AsO4(OH) EBAUCHE
- Olivine (Mg,Fe)2SiO4
- Omsite
- Opale Nom générique de quatre espèces
- Or natif
- Orpiment As2S3
- Ordoñezite
- Örebroite
- Orthochamosite
- Orthose KAlSi3O8
- Orthoserpierite, sulfate. Découvert en 1985 à Chessy-les-Mines, Rhône (France).
- Osarizawaïte
- Osarsite (Os,Ru)AsS
- Osbornite TiN
- Osmiridium ou iridosmine (Ir,Os)
- Osmium natif
- Osumilite
- Oswaldpeetersite (UO2)2CO3(OH)2 • 4 H2O
- Otavite CdCO3
- Ottémanite Sn2S3
- Ottrélite
- Ouvarovite synonyme d'uvarovite
- Ovamboïte Cu20(Fe,Cu,Zn)6W2Ge6S32
- Oxammite (NH4)2C2O4 • H2O
- Osarizawaïte